# Carl Franklin
Pour les articles homonymes, voir Franklin.
Carl Franklin, né Carl Michael Franklin, est un réalisateur et acteur américain né le 11 avril 1949 à Richmond (Californie).

## Biographie
Il étudie l'histoire et les arts dramatiques à l'Université de Californie à Berkeley, puis  obtient une maîtrise en réalisation à l'American Film Institute en 1986. 
Avant de se consacrer à la réalisation, Franklin a eu une carrière d'acteur prolifique à la télévision, apparaissant dans des séries telles que Les Rues de San Francisco, L'Incroyable Hulk et The A-Team, où il incarnait le capitaine Crane de 1983 à 1985. 
En tant que réalisateur, il s'est fait connaître avec One False Move (1992), un thriller salué par la critique. Son film suivant, Devil in a Blue Dress (1995), une adaptation du roman de Walter Mosley avec Denzel Washington, a renforcé sa réputation. Parmi ses autres réalisations notables figurent High Crimes (2002) et Out of Time (2003). 
Depuis les années 2010, Franklin s'est tourné vers la télévision, dirigeant des épisodes de séries telles que House of Cards, Homeland, The Leftovers et Mindhunter.

## Filmographie

### Réalisateur

#### Cinéma
- 1986 : Punk (court-métrage)
- 1989 : Témoins en sursis (Nowhere to Run)
- 1989 : Engagé volontaire (en) (Eye of the Eagle 2: Inside the Enemy)
- 1990 : Full Fathom Five (en)
- 1992 : Un faux mouvement (One False Move)
- 1995 : Le Diable en robe bleue (Devil in a Blue Dress)
- 1998 : Contre-jour (One True Thing)
- 2002 : Crimes et Pouvoir (High Crimes)
- 2004 : Out of Time
- 2012 : Bless Me, Ultima (en)

#### Télévision
- 1993 : Laurel Avenue (en) (mini-série télévisée), deux épisodes
- 1999 : Partners (série télévisée)
- 2003 : Sam Cook : Legend (téléfilm)
- 2007 : Rome (série télévisée), saison 2, épisode 8
- 2007 : The Riches (série télévisée), épisode pilote
- 2009 : Last of the Ninth (téléfilm)
- 2010 : Band of Brothers : L'Enfer du Pacifique (The Pacific) (mini-série télévisée), un épisode
- 2011 : Falling Skies (série télévisée), un épisode
- 2012 : Magic City (série télévisée), un épisode
- 2013 : The Newroom (série télévisée), un épisode
- 2013-2014 : House of Cards (série télévisée), quatre épisodes
- 2013-2014 : Homeland (série télévisée), deux épisodes
- 2014 : The Affair (série télévisée), deux épisodes
- 2014-2017 : The Leftlovers (série télévisée), quatre épisodes
- 2015 : Bloodline (série télévisée), un épisode
- 2016 : Vinyl (série télévisée), un épisode
- 2016 : Good Behavior (série télévisée), un épisode
- 2016-2017 : Chance (série télévisée), deux épisodes
- 2017 : 13 Reasons Why (série télévisée), saison 1, épisodes 9 et 10
- 2017 : Ten Days in the Valley (série télévisée), un épisode
- 2017 : Ray Donovan (série télévisée), un épisode
- 2019 : I Am the Night (série télévisée), deux épisodes
- 2019 : Mindhunter (série télévisée), quatre épisodes
- 2022 : Monstre : L'histoire de Jeffrey Dahmer (Dahmer - Monster : The Jeffrey Dahmer Story) (mini-série télévisée), un épisode

### Acteur

#### Télévision
- 1983-1985 : L'Agence tous risques (The A-Team), (série télévisée), 17 épisodes : Capitaine Crane
- 1985 : MacGyver ( série télévisée ) , saison 1 , épisode 9 : Wiley